# Gottorfer Codex
Gottorfer Codex ("det gottorpske codex") er en blomsteratlas på fire bind, som Frederik 3. (1597-1659), hertug i den gottorpske del i Slesvig og Holsten lod udføre i årene 1649-1659. De fire bind indeholder 365 bemalede blade med mere end 1200 planter. Samlingen omfatter brugs- og prydplanter. Den viser blandt andet salvie, roser, tulipaner og iris.
Gottorfer Codex skulle dokumentere og kategorisere den varierede flora i den barokke Nyværkhave ved Gottorp Slot i Slesvig by. Blomsterbillederne blev udført af maleren Hans Simon Holtzbecker fra Hamborg. Samtlige billeder er malet på pergament med gouachefarver.
Holtzbecker arbejdede både i Slesvig og i Hamborg, hvortil han fik tilsendt kasser med blomster til at male efter. Arbejdet blev stoppet ved hertug Frederik 3.s død, og de mange billeder blev opbevaret som løse blade i slottets bibliotek. Efter den Store Nordiske Krig indgik codexet i Den Kongelige Kobberstiksamling i København.
Efter en omfattende konservering i 2009 blev en digital version af codexet tilgængeligt på Gottorp Slot i Sydslesvig og på Statens Museum for Kunst i København. Selve konserveringen skete i samarbejde mellem Statens Museum for Kunst og museerne på Gottorp Slot.